# Artemio Franchi
Artemio Franchi (Firenze, 1922. január 8. – Siena, 1983. augusztus 12.) olasz nemzeti labdarúgó-játékvezető, sportvezető, közgazdász és nemzetközi jogászdoktor. Az Európai Labdarúgó-szövetség (UEFA) elnöke.

## Pályafutása

### Nemzeti játékvezetés
Egyetemi évei alatt határozta el, hogy játékvezető lesz. A játékvezetéshez, a játékvezetőkhöz egész életében hű maradt. A játékvezetés volt az első hivatalos kapcsolata a labdarúgás életvitelszerű műveléséhez.

## Sportvezetőként
1951–1952 között az FC Firenze klub titkára, később az olasz profiliga elnöke. 1962-től a Nemzetközi Labdarúgó-szövetség (FIFA) Játékvezető Bizottság instruktora és előadója. 1966-ban beválasztották a FIFA Technikai Bizottságába. Az Olasz labdarúgó-szövetség (FIGC) elnöke 1967-1976 és 1978-1980 között. 1967-ben Giuseppe Pasqualet, 1978-ban a labdarúgó botrányok miatt lemondani kényszerült Franco Carrarót követte az elnöki székbe. Létrehozta a FIGC műszaki hátterét, egy helyen biztosítva a nemzeti csapatok felkészülésének feltételeit. 1968-tól az UEFA elnökhelyettese, Barcs Sándortól az Európai Labdarúgó-szövetség elnökétől vette át a pozíciót. 1973-tól 1983-ig váratlan haláláig - Siena közelében autóbaleset érte - az elnöke, 1974-1983 között a FIFA tagja, elnökhelyettese, több fontos megbízatása mellett 1976-tól a FIFA Játékvezető Bizottság elnöke volt. Mindig jelen volt a labdarúgó-világbajnokságok szervezésénél, a szervező bizottságokban aktív szerepet vállalt.

## Sikerei, díjai
Sportvezetői nagyságának elismeréseként az ACF Fiorentina és az AC Siena stadionjait nevezték el róla. A fia Francesco Franchi vezetésével létrehoztak egy alapítványt, melynek célja a sport, a kultúra, a művészet kiválóságainak segítése és támogatása. Emlékére minden évben, az ACF Fiorentina és egy nagy európai klub jótékonysági mérkőzést játszik, a bevételt az alapítvány számlájára utalják. A FIFA Centennial Érdemrend egyik tulajdonosa.

## Magyar kapcsolat
Több alkalommal járt Magyarországon, többek között 1983-ban a VI. UEFA-játékvezetői tanfolyamon, a Balaton mellett Keszthelyen.